# PKP Szybka Kolej Miejska w Trójmieście
Die PKP Szybka Kolej Miejska w Trójmieście Sp. z o.o. (SKM) (deutsch wörtlich Stadtschnellbahn in der Dreistadt) ist ein S-Bahn-ähnliches System, das die Städte Gdańsk (Danzig), Sopot (Zoppot) und Gdynia (Gdingen) (Dreistadt) miteinander verbindet. Im Laufe der Jahre wurde der Einzugsbereich jedoch ausgeweitet, so dass mittlerweile die Städte Słupsk, Lębork, Wejherowo und Tczew erreicht werden. Den Hauptteil bildet jedoch die Strecke Gdańsk–Rumia, wo die SKM einen eigenen Gleiskörper besitzt.

## Allgemeines

### Betreiber

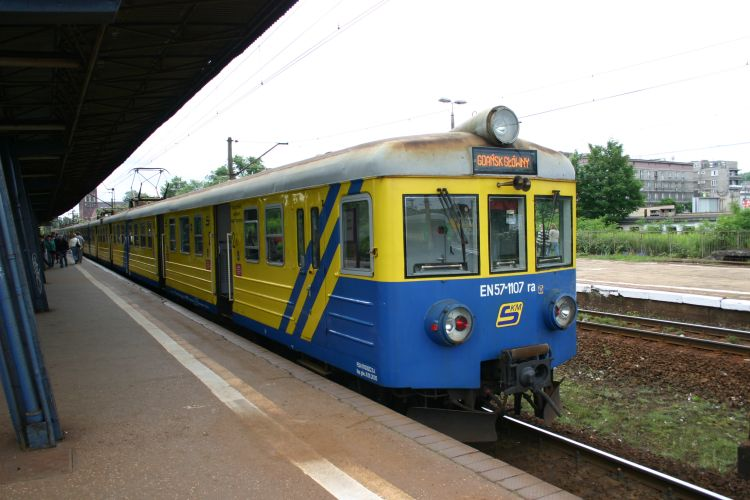
Zug der PKP-Baureihe EN57, hier in Gdańsk-Wrzeszcz

Betreibergesellschaft der SKM ist die PKP Szybka Kolej Miejska w Trójmieście, eine Tochter der polnischen Staatseisenbahnen PKP. Ursprünglich war sie Teil des Unternehmens, 2001 wurde sie als Tochtergesellschaft ausgegliedert.
Die SKM gilt als eines der profitabelsten Unternehmen innerhalb der PKP-Gruppe und ist in der Dreistadt häufig als Sponsor tätig.
2008 beschäftigte die SKM 843 Mitarbeiter.

### Fahrzeuge

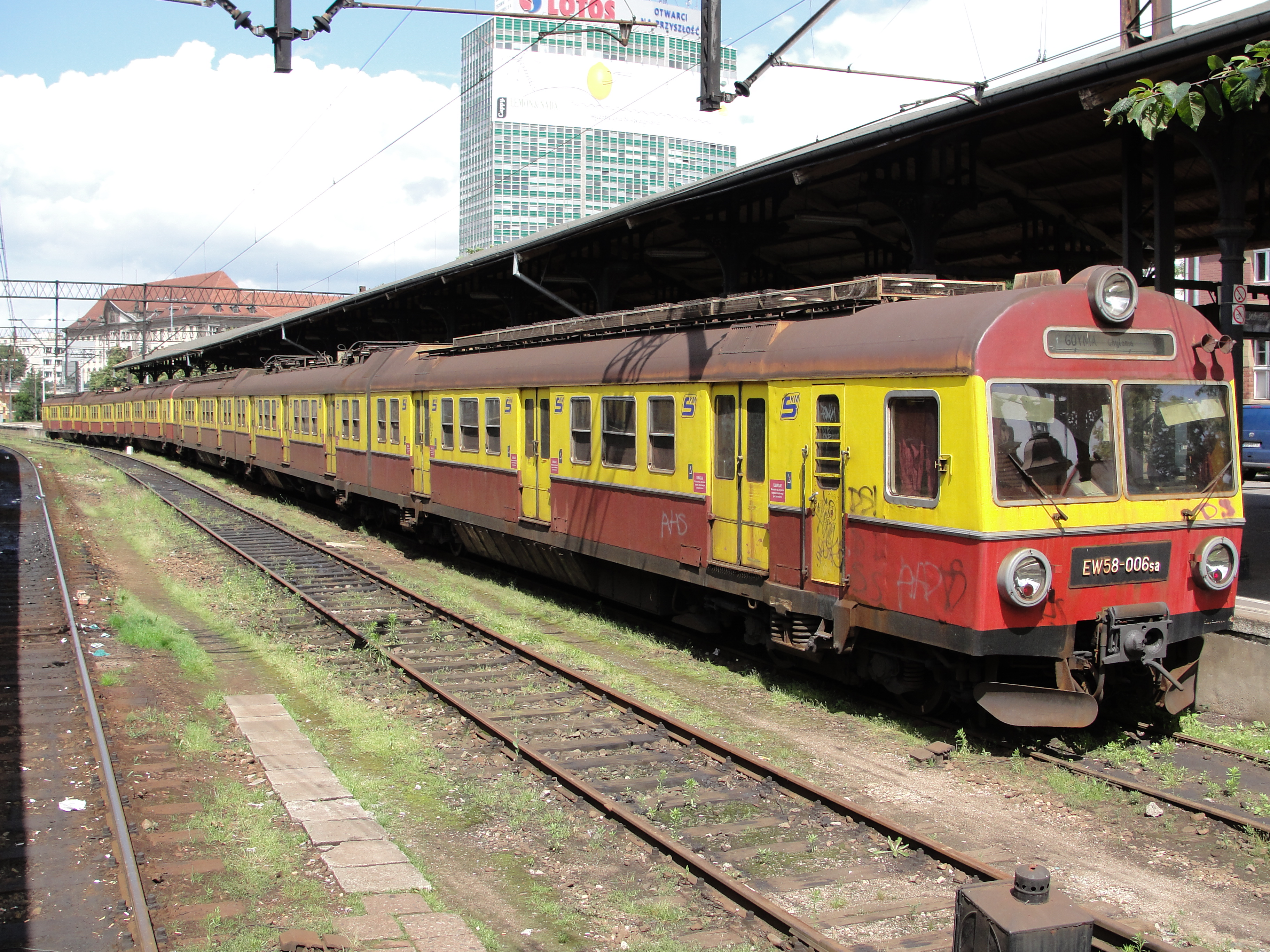
Zug der PKP-Baureihe EW58 in Bahnhof Gdańsk Główny

Gegenwärtig werden überwiegend Triebwagenzüge der polnischen Baureihen EN57 und EN71 eingesetzt. Ein Teil der Züge wurde bereits modernisiert und ist mittlerweile behindertengerecht. Das zuständige Bahnbetriebswerk Gdynia Cisowa Elektrowozownia befindet sich zwischen Gdynia und Rumia.
Die Züge haben Türen an beiden Seiten und können daher als Wendezug eingesetzt werden. Obwohl die SKM-Stationen überwiegend über Hochbahnsteige verfügen, können die Züge prinzipiell an niedrigen Bahnsteigen halten. Das derzeitige Design sieht vor, dass die SKM-Fahrzeuge einheitlich in gelb (Fensterband) und blau (Rest des Aufbaus) lackiert sein sollen. Es sind aber noch nicht alle Triebzüge umlackiert.

### Fahrkarten

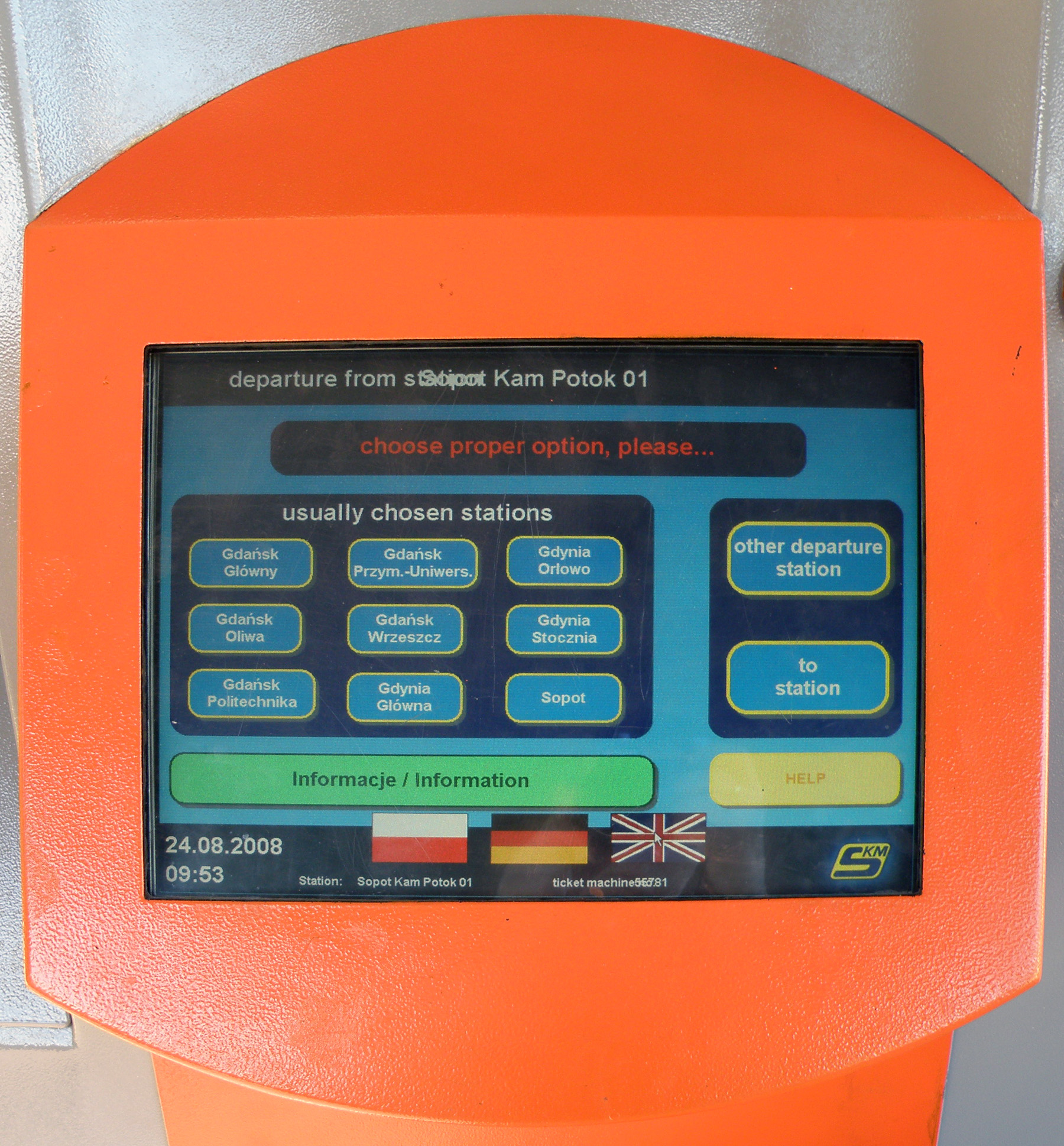
SKM-Ticket-Automat

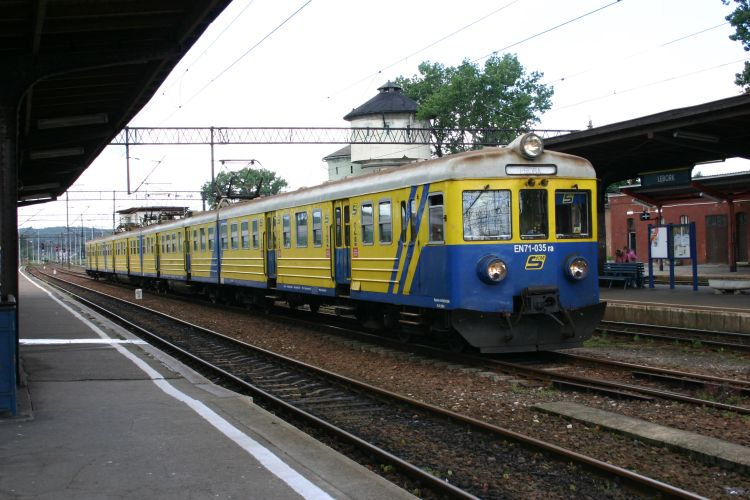
Zug der PKP-Baureihe EN71 in Lębork

Einen Verkehrsverbund gibt es in der Dreistadt derzeit nicht, dieser ist jedoch in Planung. Bisher müssen Fahrgäste unterschiedliche Fahrkarten für die Straßenbahnen und Busse in Danzig, die Busse in Zoppot, die O-Busse in Gdynia sowie für die SKM lösen. Die SKM-Fahrkarten kosten dabei je nach Strecke zwischen 2,20 und 6,60 Złoty (dies entsprach im April 2009 etwa 0,51 bis 1,55 €). Daneben gibt es Zeitkarten sowie Ermäßigungen für Schüler und Studierende. Fahrkarten anderer PKP-Unternehmen gelten nicht. Passagiere ohne gültigen Fahrschein müssen ein erhöhtes Entgelt von 100 zł (ca. 25,86 €) zahlen.
Seit Januar 2007 können Fahrkarten auch an Automaten gelöst werden, die zunächst nur an stark frequentierten Bahnhöfen (u. a. Gdańsk Główny) aufgestellt werden. Außerdem werden Fahrkarten in den Zügen und per App verkauft.

### Bahnhöfe
Von den insgesamt 27 Haltepunkten zwischen Danzig und Wejherowo sind acht Fernbahnhöfe. Innerhalb von Danzig existieren überwiegend Mittelbahnsteige (die Züge Richtung Danzig halten am westlichen Gleis), auf den Nebenstrecken gibt es überwiegend Seitenbahnsteige. Viele Haltepunkte sind in schlechtem Zustand und werden nach und nach von der SKM renoviert. Die Strecke in den Bezirk Nowy Port (Neufahrwasser) ist seit 2005 komplett stillgelegt. Die alten Bahnhöfe auf diesem Streckenabschnitt, die zum Teil noch aus der Zeit vor dem Zweiten Weltkrieg stammen, existieren zwar noch, verfallen aber ungenutzt.
Über 90 % der Haltestellen sind an andere Verkehrsmittel (Bus, Straßenbahnen) angebunden.

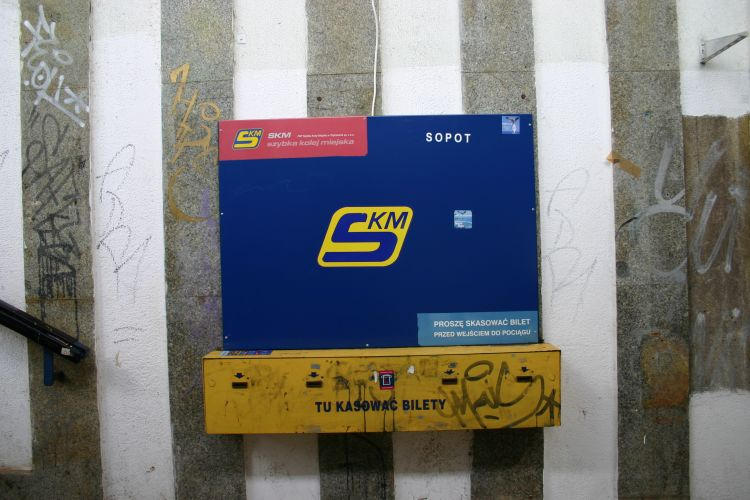
Fahrscheinentwerter der SKM im Bahnhof Sopot

## Geschichte

### Bis 1945
Die ersten Arbeiten auf der Strecke von Danzig nach Sopot begannen im Jahr 1912, vorwiegend waren dies jedoch Abrissarbeiten auf der geplanten Strecke. Das Projekt wurde durch den Ausbruch des Ersten Weltkriegs unterbrochen. Nach dem Krieg wurde das Gebiet vom Deutschen Reich getrennt. Gdynia kam zur Republik Polen, der Rest des Gebietes wurde Bestandteil der Freien Stadt Danzig (als vom Völkerbund verwaltete teilselbständige Republik), in der der Eisenbahnbetrieb gem. Artikel 104 des Versailler Vertrages durch die PKP abgewickelt wurde. Die Arbeiten an der Strecke wurden zunächst nicht fortgesetzt.

### Nachkriegszeit
Nach dem Ende des Zweiten Weltkriegs vereinnahmten die PKP 189 Fahrzeuge der S-Bahn Berlin (Baureihen ET/EB 165, ET/EB 166 und ET/EB 167), die im Reichsbahnausbesserungswerk (RAW) Schweidnitz (Schlesien) zur Reparatur weilten und nach Kriegsende zunächst im ehemaligen RAW Lauban (Schlesien) gesammelt wurden. Aus diesem (anfangs größeren) Bestand brachte die Sowjetunion Fahrzeuge nach Moskau, Kiew und Tallinn. Aus Berlin folgten weitere Fahrzeuge in die Sowjetunion.
Erste Züge für den elektrischen Danziger Vorortverkehr arbeitete die Werkstatt in Lauban auf (zuvor auch Züge für den Warschauer Vorortverkehr). Diese erhielten Dachstromabnehmer für Oberleitung statt der in Berlin üblichen Stromschiene; die Betriebsspannung von 750 Volt blieb unverändert. Außerdem bekamen die Züge PKP-typische große Scheinwerfer (kombiniertes Spitzen- und Schlusssignal), und bei den Zügen der Baureihe ET/EB 167 entfiel die automatische Steuerstromkupplung auf der Scharfenbergkupplung („Klavier“); stattdessen rüstete man die Züge einheitlich auf die ältere Stecker-Dose-Kupplung um. Das erste Betriebswerk wurde an der Station Gdańsk Zaspa Towarowa eingerichtet. Zunächst wurden 80 Viertelzüge umgebaut.
Im Oktober 1950 fiel schließlich die Entscheidung, die Vorortbahn auf eigenen Gleisen zu betreiben. Bis zum Betriebsbeginn im Jahr 1952 war nur die Strecke bis Gdańsk Wrzeszcz (Langfuhr) zweigleisig befahrbar, das zweite Gleis Richtung Sopot wurde im Juni 1952 fertiggestellt. Ab diesem Zeitpunkt wurde ein 10-Minuten-Takt eingerichtet. Die Strecke wurde wie folgt fortgeführt:
- 22. Juli 1952: Gdynia Orłowo
- 1954: Gdynia Główna
- 1956: Gdynia Chylonia
- 31. Dezember 1957: Wejherowo

Auf dem Abschnitt zwischen Gdynia und Wejherowo werden die Gleise des Fernverkehrs mitgenutzt. Das neue Verkehrsmittel wurde gut angenommen: Bereits im Jahr 1959 wurden erstmals mehr als 50 Millionen Fahrgäste pro Jahr befördert, und nach einer Erhebung aus dieser Zeit lebten über 152.700 Menschen nicht weiter als 800 Meter von einem SKM-Haltepunkt entfernt.

### Nicht realisierte Ausbaupläne
Zunächst war ein Ausbau der Strecke in südlicher Richtung nach Pruszcz Gdański vorgesehen, doch aufgrund von zu nahe bei der Strecke liegenden Versorgungsleitungen wurde der Plan bald wieder aufgegeben. Die Strecke zwischen Danzig und Nowy Port wurde zeitweise im Testbetrieb mit 1500 V betrieben, die Motoren der auf 800 V ausgelegten Fahrzeuge erwiesen sich jedoch unter 1500 V als unzuverlässig. In den 1960er Jahren gab es Planungen, die Stadt Gdańsk von Wrzeszcz aus mit Kokoszki und Kartuzy zu verbinden. Heute ist unklar, warum diese Pläne nicht durchgeführt wurden, da die Kosten gering gewesen wären. Östlich der Hauptstrecke sollte zudem noch die Verbindung zwischen Zaspa Towarowa und Sopot gebaut werden, um die Stammstrecke zu entlasten. Dieser Plan wurde nicht umgesetzt.

### Die 1970er und 80er Jahre
Die Auslastung der Strecken wuchs mehr und mehr an (im Jahr 1975 wurden 100 Millionen Passagiere befördert) und die alten Berliner Fahrzeuge wurden zunehmend störanfälliger. Mitte der 70er erreichte die Fernbahnelektrifizierung mit den in Polen üblichen 3000 V Gleichspannung die Dreistadt, so dass der Betrieb schrittweise von 800 V auf 3000 V umgestellt wurde. Da der Abschnitt nach Wejherowo auf 3000-V-Betrieb umgestellt wurde, war es nötig, neue Züge zu beschaffen. Bis 1976 wurden die aus Berlin stammenden Züge daher ausgemustert und durch den EN57 ersetzt. In Gdynia Cisowa wurde ein neues Betriebswerk gebaut, und von Gdynia aus wurde mit dem Bau der Strecke nach Rumia begonnen. Am 20. Dezember 1976 wurde der Betrieb von 800 V auf 3000 V umgestellt. Dies verursachte viele Probleme, nicht zuletzt, weil Teile der Öffentlichkeit nicht über die mehrtägigen Umstellungsmaßnahmen informiert waren.
In den 1980ern gab es keine weiteren Ausbauten, lediglich die bereits im vorherigen Jahrzehnt begonnenen Maßnahmen wurden fortgesetzt. Zwischen 1986 und 1990 gab es pro Tag mehrere Züge nach Żarnowiec, wo das Kernkraftwerk Żarnowiec gebaut werden sollte. Nachdem die Bauarbeiten jedoch aufgrund von Protesten aus der Bevölkerung eingestellt wurden, stellte man die Linie wieder ein.

### Die 1990er Jahre und Gegenwart

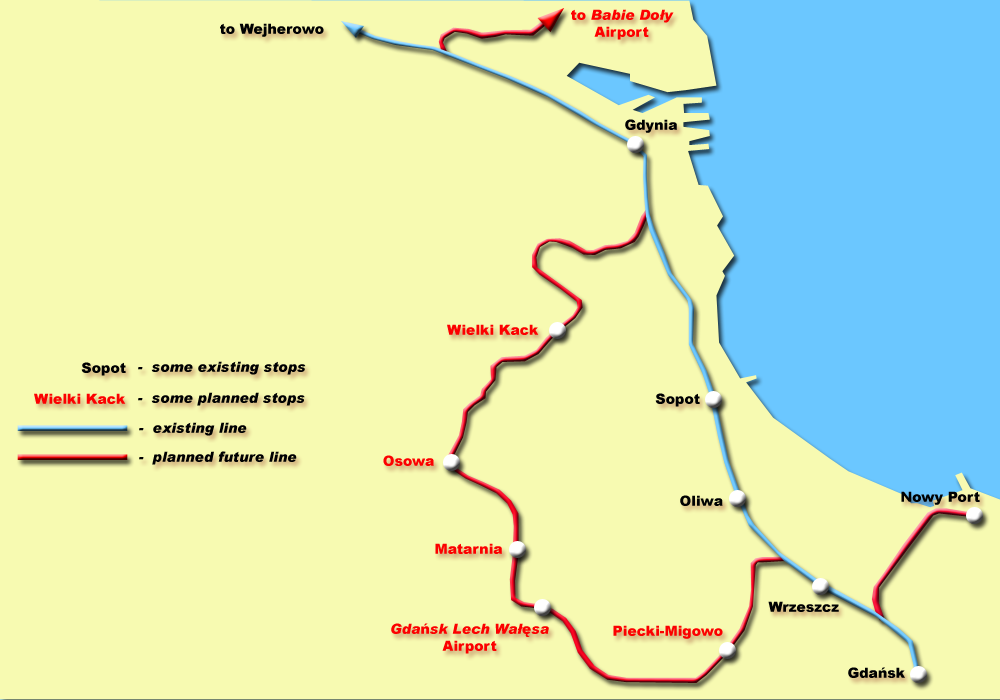
Netz von 2007 mit damals geplanten Erweiterungen

Durch den Fall des Eisernen Vorhangs gab es starke wirtschaftliche Veränderungen in Polen, unter anderem auch eine Zunahme des Individualverkehrs zu Lasten des öffentlichen Nahverkehrs. Im Laufe der 1990er Jahre halbierte sich die Anzahl der Fahrgäste von zunächst ca. 80 Millionen auf etwa 40 Millionen pro Jahr. 2001 wurde SKM aus der PKP ausgegliedert, und im Jahr 2005 wurde die Strecke nach Nowy Port endgültig geschlossen (der Endpunkt war bereits einige Jahre vorher aufgegeben worden). Von 2003 bis zum 10. Dezember 2005 betrieb die SKM einzelne Züge auf den Strecken nach Iława, Lębork und Elbląg, musste diese Dienste nach Iława und Elbląg jedoch wieder einstellen. Im Gegenzug wurde der Betrieb nach Słupsk aufgenommen.
Heute wird die Strecke rund um die Uhr betrieben. Tagsüber verkehrt bis Gdynia Cisowa wochentags mindestens alle 15 Minuten ein Zug, im Berufsverkehr deutlich öfter. Die meisten Züge fahren bis Wejherowo weiter. Ab 0 Uhr bis etwa 4:30 Uhr verkehren etwa stündlich Züge. Bis Słupsk verkehren werktags elf Zugpaare, am Wochenende etwas weniger.
2015 wurde eine zweite Verbindung zwischen Gdańsk und Gdynia in Betrieb genommen. Diese Strecke, die den Flughafen anbindet, ist nicht elektrifiziert und wird mit neuen Dieseltriebfahrzeugen befahren. Sie wird von einem Tochterunternehmen der SKM, der Pomorska Kolej Metropolitalna (PKM) betrieben.

## Vorstände der PKP SKM
- 2001 bis 2006 – Mikołaj Segień
- 2006 bis 2009 – Andrzej Osipów
- seit 2009 – Maciej Lignowski